# Chalilovella
Chalilovella es un género de foraminífero bentónico de la subfamilia Reinholdellinae, de la familia Ceratobuliminidae, de la superfamilia Ceratobuliminoidea, del suborden Robertinina y del orden Robertinida. Su especie tipo es Chalilovella faveolata. Su rango cronoestratigráfico abarca desde el Hauteriviense hasta el Aptiense inferior (Cretácico inferior).

## Clasificación
Chalilovella incluye a las siguientes especies:
- Chalilovella alta †
- Chalilovella convexa †
- Chalilovella deplanata †
- Chalilovella faveolata †
- Chalilovella strobilata †